# Thomas D. Thacher

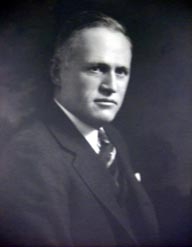
Thomas D. Thacher

Thomas Day Thacher (* 10. September 1881 in Tenafly, New Jersey; † 12. November 1950 in New York City) war ein US-amerikanischer Jurist, der als Bundesrichter und United States Solicitor General fungierte.

## Biografie
Nach dem Besuch der Taft School sowie der Phillips Academy in Andover studierte der Sohn eines Rechtsanwalts an der Yale University und erwarb dort 1904 einen Bachelor of Arts (B.A.). Ein anschließendes postgraduales Studium der Rechtswissenschaften an der Law School der Yale University beendete er 1906. Nach seiner Zulassung zum Rechtsanwalt im Bundesstaat New York war er für Simpson, Thacher & Bartlett, die Kanzlei seines Vaters, tätig.
Nach einjähriger Tätigkeit wurde er 1907 Assistent des Bundesstaatsanwalts für den Südbezirk von New York (Assistant US Attorney), kehrte nach Beendigung dieses Amtes 1910 zu Simpson, Thacher & Bartlett zurück und war schließlich von 1914 bis 1925 Partner der Kanzlei. Während des Ersten Weltkrieges leistete er zwischen 1917 und 1918 Dienst beim Amerikanischen Roten Kreuz. 1925 erfolgte seine Berufung zum Richter an den US District Court für den Südbezirk von New York. Dieses Amt am Bundesbezirksgericht bekleidete er bis 1930.
Im März 1930 ernannte ihn Präsident Herbert Hoover zum Solicitor General. Thacher hatte dieses dritthöchste Amt im Justizministerium bis Mai 1933 inne. Zugleich war er zwischen 1931 und 1949 auch Präsident der Yale Corporation, die für die Verwaltung und die wirtschaftlichen Belange der Yale University zuständig ist.
Nach einer Tätigkeit als Präsident der Rechtsanwaltsvereinigung von New York City von 1933 bis 1935 war er dort für ein Jahr Vorsitzender der städtischen Satzungsüberarbeitungskommission (Charter Revision Commission) sowie 1943 für einige Zeit städtischer Berater in Fragen des Körperschaftsrechts. Zuletzt war Thacher von 1943 bis 1948 Richter am Obersten Gericht des Staates New York (New York Court of Appeals).